# Moltiplicatore monetario
Il moltiplicatore monetario è il rapporto tra l'offerta di moneta e la base monetaria esistenti in un determinato momento nel sistema economico.
L'offerta di moneta, intesa come quantità di moneta esistente in un determinato momento nel sistema economico, è pari alla moneta legale in circolazione detenuta dal pubblico (il circolante), più i depositi del pubblico presso le banche, mentre la base monetaria è pari al circolante più le riserve delle banche, costituite da circolante detenuto dalle stesse (la cosiddetta cassa contante) o da depositi presso la banca centrale, fatti obbligatoriamente a fronte dei depositi raccolti (riserve obbligatorie) o in eccedenza rispetto a tale obbligo (questi depositi in eccedenza, unitamente alla cassa contante, costituiscono le riserve libere). 
Va precisato che l'offerta di moneta può essere diversamente definita, in relazione alle attività che ne sono incluse: in particolare, secondo che si prendano in considerazione i soli depositi in conto corrente, trasferibili a vista, oppure tutti i depositi bancari, si avranno diversi aggregati monetari, noti come: M1 (aggregato ristretto), M2 (aggregato intermedio) e M3 (aggregato ampio).

## Determinanti del moltiplicatore monetario
In termini matematici, l'offerta di moneta può essere espressa come {\displaystyle M=CU+D}, dove {\displaystyle CU} è il circolante e {\displaystyle D} i depositi, mentre la base monetaria può essere espressa come {\displaystyle H=CU+RE}, dove {\displaystyle RE} è il totale delle riserve depositate dalle banche presso la banca centrale. Ne segue che il moltiplicatore monetario può essere espresso come
Dividendo numeratore e denominatore dell'ultima frazione per {\displaystyle D} si ottiene
dove {\displaystyle cu={\frac {CU}{D}}} e {\displaystyle re={\frac {RE}{D}}}. I due quozienti assumono sempre valori compresi fra 0 ed 1, sicché il moltiplicatore monetario è sempre maggiore di 1. Derivando la suddetta funzione rispetto ai due quozienti si vede, inoltre, che il moltiplicatore è inversamente correlato ad entrambi.
{\displaystyle re\;} rappresenta la quota di depositi che le banche non impiegano concedendo prestiti alla clientela o acquistando titoli e tengono come riserva obbligatoria o libera; può essere così scomposto: {\displaystyle re=re_{_{O}}+re_{_{L}}\;}
{\displaystyle re_{_{O}}\;} rappresenta il coefficiente di riserva obbligatoria, ossia la quota di depositi che le banche sono tenute a depositare presso la banca centrale, ed è fissato dalle autorità monetarie.
{\displaystyle re_{_{L}}\;} rappresenta, invece, la quota di depositi che le banche tengono come riserve in eccedenza a quelle obbligatorie ed è:
- inversamente correlato al costo opportunità per le banche di tenere tale liquidità senza impiegarla in prestiti o titoli, costo che è rappresentato dal tasso d'interesse su tali impieghi (se la banca è libera di scegliere tra prestiti e titoli, i relativi tassi tendono a coincidere, a parità di rischio; se, invece, le autorità monetarie pongono dei limiti all'impiego in prestiti, ad esempio un massimale o l'obbligo di impiegare una quota dei depositi in titoli, i tassi su questi ultimi tenderanno ad essere più elevati);
- direttamente correlato al costo che le banche dovrebbero affrontare nel caso si trovassero in carenza di liquidità e dovessero farsela prestare da altre banche o dalla banca centrale; il costo del ricorso alle altre banche è rappresentato dal tasso sul mercato interbancario (soprattutto overnight), mentre il costo del ricorso alla banca centrale è rappresentato dal tasso ufficiale di sconto.

{\displaystyle cu\;}, il rapporto tra la liquidità detenuta dal pubblico sotto forma di monete e banconote ed i suoi depositi bancari, dipende dai costi di intermediazione bancaria, vale a dire dai costi (non solo monetari, anche, ad esempio, il dispendio di tempo) per prelevare la liquidità dalle banche: più sono alti, maggiore sarà la propensione a tenere scorte di moneta legale; è ragionevole ipotizzare che tali costi siano andati riducendosi con l'evoluzione tecnologica (si pensi al bancomat o all'home banking). Si ritiene anche che il rapporto presenti una certa stagionalità, aumentando nei periodi dell'anno in cui vi è una maggiore concentrazione di pagamenti (si pensi al periodo natalizio), e che sia inversamente correlato al costo opportunità di detenere liquidità non investita, rappresentato dal tasso di rendimento dei titoli e dal tasso d'inflazione.
Nell'ipotesi, puramente teorica, che il pubblico depositi tutta la moneta presso le banche e queste impieghino interamente le somme così raccolte per effettuare prestiti o acquistare titoli, tolto solo il necessario per costituire le riserve obbligatorie, si avrebbe {\displaystyle cu=0\;} e {\displaystyle re_{L}=0\;}, ossia {\displaystyle re=re_{O}\;}, sicché il moltiplicatore diverrebbe
vale a dire l'inverso del coefficiente di riserva obbligatoria. Per quanto detto sopra, il valore effettivo del moltiplicatore sarà tanto più vicino a tale massimo teorico, quanto più alti i tassi d'interesse sui prestiti e sui titoli.

## Processo di moltiplicazione
In tutte le economie il moltiplicatore monetario ha un valore superiore a 1, il che vuol dire che l'offerta di moneta è maggiore della base monetaria o, in altri termini, che l'offerta di moneta, oltre che dalla base monetaria, creata dalla banca centrale, è costituita dalla cosiddetta moneta bancaria, creata dalle banche raccogliendo depositi e concedendo prestiti o acquistando titoli (prestiti e titoli che, nel loro complesso, costituiscono il credito bancario).
L'effetto moltiplicativo trova la sua spiegazione nel processo circolare che si innesca tra banche e loro clienti: questi ultimi depositano la liquidità in eccesso, rispetto a quella che desiderano detenere, presso le banche, le quali, a loro volta, la ridistribuiscono al pubblico sotto forma di prestiti o acquisto di titoli; il pubblico, però, trattiene solo una parte della liquidità così ricevuta, depositando nuovamente il resto presso le banche, sicché il processo continua a ripetersi, creando ad ogni passaggio nuovi depositi che, andandosi a sommare a quelli già esistenti, aumentano l'offerta complessiva di moneta.  Va notato che la nuova moneta non viene creata dalla singola banca, che si limita a raccogliere depositi ed a concedere prestiti o acquistare titoli, ma dal sistema bancario nel suo complesso.
Il tutto può essere illustrato con un semplice esempio numerico: poniamo che il pubblico riceva moneta per 1.000 euro, ne trattenga il 10% e depositi il resto presso le banche; queste avranno, quindi, 900 euro di depositi in più, dei quali una parte, poniamo il 20%, terranno come riserva e il resto, 720 euro, impiegheranno concedendo prestiti; il pubblico, ricevuti questi 720 euro, ne tratterrà il 10% e depositerà il resto presso le banche, che vedranno quindi i loro depositi aumentare di ulteriori 648 euro, i quali, andandosi a sommare ai precedenti 720 euro, porteranno l'aumento complessivo a 1.368 euro, che sommato ai 1.000 euro di incremento iniziale della base monetaria determina un aumento complessivo della quantità di moneta pari a 2.368 euro; ciò vuol dire che, dopo un solo ciclo, 1.000 euro di incremento della base monetaria hanno già generato un aumento più che doppio dell'offerta di moneta e, poiché il processo si ripete più volte, ad ogni ciclo successivo si avrà un ulteriore aumento dei depositi e, quindi, dell'offerta di moneta (seppur via via decrescente).
Questo meccanismo è anche noto come "piramide dei depositi", una piramide tronca dove i depositi costituiscono la base maggiore e la moneta ad alto potenziale (ossia la base monetaria) costituisce la base minore.

## Formalizzazione matematica del processo di moltiplicazione
Il moltiplicatore monetario teorico è il limite ad infinito di una serie geometrica. Ipotizzando che {\displaystyle re_{_{O}}\in \left(0,1\right)\;} sia la stima del coefficiente di riserva obbligatoria, {\displaystyle re_{_{L}}\in \left(0,1\right)\;} la stima del coefficiente di riserva libera, {\displaystyle cu\in \left(0,1\right)\;} la stima del coefficiente di liquidità rispetto ai depositi; ipotizzando vi sia una domanda infinita di fondi; allora il limite superiore teorico dei depositi è definito dalla seguente serie:
Analogamente, il limite superiore teorico della moneta detenuta dal pubblico è definito dalla stessa serie geometrica, moltiplicata per il coefficiente di liquidità:
ed il limite superiore teorico dei prestiti totali concessi dal sistema creditizio è definito dalla serie geometrica dei depositi moltiplicata per il complemento ad uno della somma dei coefficienti di riserva bancaria:
Sommando ai depositi il drenaggio di moneta detenuta dal pubblico, il moltiplicatore monetario teorico si definisce infine come
Il moltiplicatore così espresso è pertanto un limite superiore teorico del moltiplicatore monetario empirico, definito invece come il rapporto tra l'offerta di moneta e la base monetaria effettivamente registrato in un determinato istante di tempo.
Il processo di moltiplicazione monetaria descritto dalle serie geometriche può essere rappresentato dalla tabella seguente, dove
- i prestiti alla fase {\displaystyle k\;} sono una funzione dei depositi alla fase precedente: {\displaystyle P_{k}=\left(1-re_{_{O}}-re_{_{L}}\right)\cdot D_{k-1}}
- il circolante detenuto dal pubblico alla fase {\displaystyle k\;} è una funzione dei depositi alla fase precedente: {\displaystyle CU_{k}=cu\cdot D_{k-1}}
- i depositi alla fase {\displaystyle k\;} sono la differenza tra i prestiti e il circolante aggiuntivi relativi alla stessa fase: {\displaystyle D_{k}=P_{k}-CU_{k}\;}
- la base monetaria, {\displaystyle H\;}, è normalizzata all'unità.

| {\displaystyle n\;}                  | Depositi                                                        | Prestiti                                                                                            | Circolante                                                           |
| ------------------------------------ | --------------------------------------------------------------- | --------------------------------------------------------------------------------------------------- | -------------------------------------------------------------------- |
| {\displaystyle n=0\;}                | {\displaystyle D_{0}=H=1\;}                                     | -                                                                                                   | -                                                                    |
| {\displaystyle n=1\;}                | {\displaystyle D_{1}=\left(1-re_{_{O}}-re_{_{L}}-cu\right)}     | {\displaystyle P_{1}=\left(1-re_{_{O}}-re_{_{L}}\right)}                                            | {\displaystyle CU_{1}=cu\;}                                          |
| {\displaystyle n=2\;}                | {\displaystyle D_{2}=\left(1-re_{_{O}}-re_{_{L}}-cu\right)^{2}} | {\displaystyle P_{2}=\left(1-re_{_{O}}-re_{_{L}}\right)\left(1-re_{_{O}}-re_{_{L}}-cu\right)}       | {\displaystyle CU_{2}=cu\left(1-re_{_{O}}-re_{_{L}}-cu\right)}       |
| {\displaystyle n=3\;}                | {\displaystyle D_{3}=\left(1-re_{_{O}}-re_{_{L}}-cu\right)^{3}} | {\displaystyle P_{3}=\left(1-re_{_{O}}-re_{_{L}}\right)\left(1-re_{_{O}}-re_{_{L}}-cu\right)^{2}}   | {\displaystyle CU_{3}=cu\left(1-re_{_{O}}-re_{_{L}}-cu\right)^{2}}   |
| …                                    | …                                                               | …                                                                                                   | …                                                                    |
| {\displaystyle n=k\;}                | {\displaystyle D_{k}=\left(1-re_{_{O}}-re_{_{L}}-cu\right)^{k}} | {\displaystyle P_{k}=\left(1-re_{_{O}}-re_{_{L}}\right)\left(1-re_{_{O}}-re_{_{L}}-cu\right)^{k-1}} | {\displaystyle CU_{k}=cu\left(1-re_{_{O}}-re_{_{L}}-cu\right)^{k-1}} |
| …                                    | …                                                               | …                                                                                                   | …                                                                    |
| {\displaystyle n\rightarrow \infty } | {\displaystyle D_{\infty }=0}                                   | {\displaystyle P_{\infty }=0}                                                                       | {\displaystyle CU_{\infty }=0}                                       |
|                                      |                                                                 | |                                                                      |
|                                      | Totale Depositi:                                                | Totale Prestiti:                                                                                    | Totale Circolante:                                                   |
|                                      | {\displaystyle D={\frac {1}{re_{_{O}}+re_{_{L}}+cu}}}           | {\displaystyle P={\frac {1-re_{_{O}}-re_{_{L}}}{re_{_{O}}+re_{_{L}}+cu}}}                           | {\displaystyle CU={\frac {cu}{re_{_{O}}+re_{_{L}}+cu}}}              |

## Moltiplicatore dei depositi e del credito
Come si è visto, il processo di moltiplicazione della moneta trova la sua origine nella moltiplicazione dei depositi; in effetti, con passaggi analoghi a quelli sopra illustrati, si può ricavare il moltiplicatore dei depositi:
Inoltre, se si considera che il credito bancario è pari ai depositi presso le banche meno le riserve da esse trattenute ({\displaystyle D-RE}) si può ricavare il moltiplicatore del credito:
Dalle espressioni dei tre moltiplicatori si desume che:

## Moltiplicatore monetario e politica monetaria
Nell'ambito della politica monetaria, la banca centrale può controllare l'offerta di moneta manovrando la base monetaria, le cui variazioni si trasmettono all'offerta di moneta attraverso il moltiplicatore monetario, oppure agendo sul moltiplicatore stesso, attraverso la manovra del coefficiente di riserva obbligatoria.
Una variazione in aumento o in diminuzione della base monetaria determina una variazione dell'offerta di moneta in misura pari al prodotto della prima per il moltiplicatore monetario, sempre che quest'ultimo rimanga costante; questa assunzione, però, non è sempre vera. In caso di diminuzione della base monetaria, infatti, le banche, se hanno riserve libere in eccesso rispetto a quelle desiderate, contraggono le stesse anziché il credito bancario, facendo così aumentare il moltiplicatore e vanificando, in tutto o in parte, la manovra restrittiva. In caso di aumento, invece, l'afflusso di base monetaria, che in prima battuta va ad incrementare le riserve libere delle banche, si trasforma in maggior credito bancario solo se e quando le banche lo utilizzano per concedere prestiti, nella misura in cui vi sia domanda degli stessi da parte del pubblico, o per acquistare titoli; altrimenti, l'incremento delle riserve rimane tale e determina una riduzione del moltiplicatore che vanifica, in tutto o in parte, la manovra espansiva.
Si nota, in generale, un'asimmetria: le variazioni in diminuzione della base monetaria tendono a tradursi in variazioni dell'offerta di moneta in modo più rapido e completo rispetto alle variazioni in aumento. Queste ultime, in particolare, si rivelano spesso poco efficaci nel pieno delle crisi finanziarie, quando le banche sono restie a concedere credito, dati i maggiori rischi di insolvenza, e il pubblico meno propenso a domandarlo, per mancanza di opportunità di investimento e speculazione; l'inefficacia dell'azione della banca centrale in circostanze del genere è ben resa dall'espressione inglese pushing on a string, attribuita a Keynes, traducibile con 'spingere una corda'.